# Valencijské společenství
Valencijské společenství (katalánsky Comunitat Valenciana, španělsky Comunidad Valenciana) je historické území a současně jedno ze 17 autonomních společenství, rozkládající se na východě Španělska při pobřeží Středozemního moře, pojmenované podle svojí metropole Valencie (šp. Valencia). Hovoří se zde katalánštinou (zde označována jako valencijština), která je prvním úředním jazykem, na západě regionu španělštinou, která má postavení druhého úředního jazyka.

## Symboly

### Hymna
Hymna Valencijské společenství je píseň Himno de la Comunidad Valenciana, též Himne de l'Exposició nebo Himne de València. Hudbu složil José Serrano Simeón, text napsal Maximiliano Thous Orts.

## Geografie
Valencijské společenství je jižním sousedem Katalánska na pobřeží Středozemního moře, které láká svým písečným pobřežím (Costa del Azahar, Costa de Valencia, Costa Blanca). Do moře ústí mnoho řek, které vytékají z hor, které na většině území nejsou daleko od pobřeží: např. Mijares, Turia, Júcar. Nejvyšší horou je Cerro Calderón (1837 m) v severní části země. Za zmínku stojí také Penyagolosa (1814 m). Země má rozlohu 23 255 km2 a dělí se na tři provincie: Castelló de la Plana (8 okresů), Valencia (14 okresů) a Alacant (10 okresů). K Valencijsku také patří oblast Ademús mezi Kastílii a Aragonem.

### Města
K roku 2009 mělo 15 obcí více než 50 000 obyvatel:
| #  | Obec                    | Comarca          | Obyvatelstvo |
| -- | ----------------------- | ---------------- | ------------ |
| 1  | Valencie                | L'horta          | 814 208      |
| 2  | Alacant                 | Alacantí         | 334 757      |
| 3  | Elx                     | Baix Vinalopó    | 230 112      |
| 4  | Castelló de la Plana    | Plana Alta       | 180 005      |
| 5  | Torrevella              | Baix Segura      | 101 792      |
| 6  | Oriola                  | Baix Segura      | 86 164       |
| 7  | Gandia                  | Safor            | 80 020       |
| 8  | Torrent                 | L'horta          | 78 543       |
| 9  | Benidorm                | Marina Baixa     | 71 034       |
| 10 | Sagunt                  | Camp de Morvedre | 66 070       |
| 11 | Paterna                 | L'horta          | 64 023       |
| 12 | Alcoi                   | Alcoià           | 61 552       |
| 13 | Elda                    | Vinalopó Mitjà   | 55 168       |
| 14 | Sant Vicent del Raspeig | Alacantí         | 53 126       |
| 15 | Vila-real               | Plana Baixa      | 51 205       |

## Administrativní členění
Valencie se od 30. listopadu 1833 člení na 3 provincie:
- Castelló (španělsky Castellón)
- València (španělsky Valencia)
- Alacant (španělsky Alicante)